# فردریک دوهو
فردریک دوهو (انگلیسی: Frédéric Dohou؛ زادهٔ ۱۹۶۱) سیاست‌مدار اهل بنین است.